# Exotoxina
Una exotoxina és una toxina secretada per un microorganisme com els bacteris, protozous i alguns fongs i algues. Les exotoxines són molt potents i poden causar gran dany a l'hoste en destruir les seves cèl·lules o pertorbar el normal metabolisme cel·lular; poden ser segregades, o, com que les endotoxines, poden ser alliberades durant la lisi cel·lular.
La majoria d'exotoxines poden ser destruïdes per la calor. Poden exercir efectes en forma local o produir efectes sistèmics. Entre les més conegudes es troben la toxina botulínica produïda per Clostridium botulinum, l'exotoxina de Corynebacterium diphtheriae, que es produeix en la malaltia de la diftèria.
Les exotoxines són sensibles als anticossos produïts pel sistema immunitari, però moltes són tan tòxiques que poden ser letals per a l'hoste abans que el sistema immunitari tingui l'oportunitat de produir defenses contra elles.

## Esdeveniment per exotoxines
En 1975 va ocórrer una intoxicació alimentària per una exotoxina secretada en un vol de la companyia JAL pel microorganisme Staphylococcus aureus en un vol de la companyia JAL, que va donar als seus clients menjar contaminat amb aquesta toxina. Hi va haver 144 persones intoxicades, sense víctimes mortals. L'exotoxina de S. aureus és termoresistent, és a dir, suporta les altes temperatures, i això en dificulta l'eliminació